# Florence Turner
Pour les articles homonymes, voir Turner.
Florence Turner (née le 6 janvier 1885 à New York et morte le 28 août 1946 à Woodland Hills, un quartier de Los Angeles, en Californie) est une actrice américaine, connue dans le monde du cinéma muet des années 1910 sous le nom « Vitagraph Girl. »

## Biographie
Née à New York, Florence Turner a été poussée sur le devant de la scène par sa mère à l'âge de trois ans.
En 1906, elle rejoint le monde naissant du cinéma et signe avec les Vitagraph Studios. Elle fait sa première apparition dans un film en 1907 avec Cast Up by The Sea.

## Filmographie partielle
- 1908 : Francesca da Rimini de James Stuart Blackton : Francesca
- 1908 : Macbeth  de James Stuart Blackton : invitée du banquet
- 1909 : Le Songe d'une nuit d'été (A Midsummer night's dream) de Charles Kent et J. Stuart Blackton : Titania
- 1910 : Francesca da Rimini[1] de James Stuart Blackton : Francesca
- 1910 : Uncle Tom's Cabin de James Stuart Blackton : Topsy
- 1914 : For Her People
- 1925 : L'Ange des ténèbres de George Fitzmaurice
- 1925 : La Frontière humaine (Never the twain shall meet) de Maurice Tourneur : Julia
- 1926 : Les Briseurs de joie (Padlocked) d'Allan Dwan : Mrs. Gilbert
- 1926 : The Last Alarm d'Oscar Apfel
- 1927 : Sportif par amour (College) de Buster Keaton et James W. Horne : la mère de Ronald
- 1927 : Le Perroquet chinois (The Chinese Parrot) de Paul Leni : Mrs. Phillmore
- 1928 : The Road to Ruin